# Saint-Hilaire-les-Places
Saint-Hilaire-les-Places este o comună în departamentul Haute-Vienne din centrul Franței. În 2009 avea o populație de 870 de locuitori.

## Evoluția populației
| An        | 1975 | 1982 | 1990 | 1999 | 2006 | 2009 |
| --------- | ---- | ---- | ---- | ---- | ---- | ---- |
| Populație | 790  | 790  | 785  | 780  | 841  | 870  |